# Златен мост
Златният мост (на руски: Золотой мост; известен първоначално като Мост над залива Златен рог) е двупилонен пътен мост с вантова конструкция във Владивосток, Приморски край, Русия.
Мостът, намиращ се в центъра на града, свързва Първомайски район на юг с Ленински район на север. Той е
5-ият по дължина вантов мост в света с разстояние от 737 метра между двата пилона.
Строителството на моста започва на 25 юли 2008 г. и приключва официално на 11 август 2012 г., когато е тържествено открит. Построен е в рамките на подготовката на Русия за домакинството за 24-тата годишна среща на Азиатско-тихоокеанското икономическо сътрудничество, която се провежда през септември и октомври 2012 г. на Руския остров в южната част на града. До острова се стига по другия новопостроен мост, наречен Руски мост.
Протежението на Златния мост заедно с прилежащата инфраструктура е от улица Калининска до Гоголевската детелина, където се свързва с федералния път М-60 (Владивосток – Хабаровск).

## Параметри
- Обща дължина – 2,1 м
- Дължина на протежението на моста заедно с подходите – 1388,09 м
- Протежение между пилоните – 737 м
- Двупилонен с вантова конструкция по ветрилна схема
- Брой на основните опори – 14 (вкл. 2 пилона)
- Широчина на платформата – 28,5 м
- Ленти за движение – 6 (9,5 + 1 + 9,5 + 2 х 4,25 м)
- Подмостов габарит – 64,25 м
- Дължина на естакадните подходи – 335,3 м
- Дължина на отсечките при пътните възли – 503,2 м
- Дължина на тунела – 249,2 м
- Покритие – асфалтобетон
- Дължина на пилоните от ростверка – 226,25 м
- Обща площ на благоустрояване -188 800 м2

## Строителство
Строителството започва през юли 2008 година с разчет да бъде завършен до декември 2011 г. Срокът впоследствие е удължен до края на май 2012 г.
Сред най-сложните операции в хода на изграждането е монтирането на 234-тонните блокове от платформата над залива Златен рог. Превозвани са чрез баржи, които се позиционират точно под края на незавършения участък над водата. От там са издигани с дерик-кранове от 2-те страни и монтирани с максимална точност посредством заварки, болтове и ванти. При всеки закрепен блок крановете се местят напред чрез хидравлична система върху току-що поставения фрагмент, откъдето започват работа по следващия, докато не се „срещнат“ по средата. Дотогава трябва да са качили всеки по 52 блока, плюс 1 заключващ.
Цялата хоризонтална конструкция между пилоните се удържа от 192 ванти. Изграждането на вантовата система е поверено на френска фирма, с която е сключен договор за поставянето на до 200 различни позиции, необходими за нуждите на обекта. Същата компания участва и в строителните дейности на Руския мост в съседство, водещ до остров Руски.
Строителният екип работи по металните конструкции с високо темпо, като прилагат и метода на непрекъснатото бетониране. Архитектурата на пилоните във вид на крила на чайка е уникална за света.
Особено внимание се отделя на точността при изпълнението на работата по отношение на отклоненията, като стремежът е да се свеждат до нула. Изискванията за точността на изпълнението на платформата над водата и пилоните са строги, тъй като в противен случай би могло да се получи триене при вантите.
Геодезистите правят контролни точки в координатната система, зададени им от проектния институт. Получените данни се предоставят за проверка и анализ на съпровождащата инженерна група. След одобрение на параметрите на конструкцията и писмено потвърждение строителите могат да продължат с бетонирането по пилоните или поставянето на блокове.
Скоростта на вятъра понякога достига 25 – 28 м/с., което е повече от допустимото за работа на крановете. При тези условия работата по обекта се преустановява до неговото стихване.
За нуждите на проекта се строи и автомобилен тунел по открит способ, с дължина 249 метра. Габаритът му е 9 метра в посока (по 2 ленти).